# درگیری طایفه‌ای در ایران
درگیری‌های طایفه‌ای در ایران ، به درگیری‌هایی بین اقوام و طوایف مختلف ایران گفته می‌شود که ریشه در اختلافاتی تاریخی بر سر منابع طبیعی، مسائل ناموسی و رقابت‌های محلی بین ایل‌ها دارد. در سال‌های اخیر این درگیری‌ها کاهش یافته‌است.

## مناطق درگیر
در سال‌های اخیر، درگیری‌های مسلحانه طایفه‌ای در استان‌های مختلف ایران گزارش شده است. در کردستان، درگیری مسلحانه‌ای در روستایی از منطقه دیواندره دست‌کم ۱۲ نفر را زخمی کرده است. در فارس، مرودشت، نزاعی خانوادگی بر سر انتشار عکس خصوصی در فضای مجازی منجر به قتل دو نفر شد. در کرمان، یک قتل مسلحانه به اختلاف قدیمی دو طایفه نسبت داده شد. در سیستان و بلوچستان، ایرانشهر، اختلاف قدیمی دو طایفه، دو نفر کشته و دو نفر زخمی بر جای گذاشت. یکی از بارزترین نمونه‌ها، در خوزستان نزاعی از سال ۱۳۹۴ که عمدتاً بر سر آب و اراضی کشاورزی بین دو طایفه محمدی و محمدموسایی آغاز شد، بیشتر از ۲۰ کشته داشته است.در منطقه دهدشت (کهگیلویه) بر اثر درگیری دو طایفه فارسی و طاس احمدی یک نفر کشته و ۶ نفر زخمی و ۸۶ نفر دستگیر شدند. این دعوا که به‌خاطر جهالت و نادانی مردم آن منطقه اتفاق افتاده بود، با ورود دستگاه قضایی و نیروی انتظامی به پایان رسید.

### درگیری طایفه محمدی و محمدموسایی
این مناقشه در منطقه پتک جلالی شهرستان باغملک با اختلاف بر سر آبیاری زمین‌های کشاورزی، سرقت احشام و مزاحمت‌های تلفنی آغاز شد. تا تابستان ۱۳۹۶ باعث کشته شدن ۲۸ نفر شده است.
ماجرای دعوا میان دو طایفه محمدی و محمدموسایی مربوط به حدود ۲۰ سال پیش از آغاز این درگیری است، اما خاکستر این کینه از بهار ۱۳۹۴ دوباره جان گرفت و آتش به جان روستا و مردم آن انداخت. این درگیری‌ها تا سه ماه تلفات جانی نداشت تا اینکه در ۲۳ شهریور ۱۳۹۴ در درگیری در روستای پتک جلالی ۹ نفر از دو طایفه کشته شدند. در این میان چند نفرشان زن و کودک بودند. در ۲۷ مهر ۱۴۰۰ دو نفر از متهمین به قتل در زندان سپیدار اهواز اعدام شدند. کشته شدن ۲۸ نفر از دو طایفه، ویرانی صدها خانه از طرفهای درگیر، اعدام، تبعید و زندانی شدن صدها نفر نتیجه این درگیری‌ها بوده است. در ۷ آذر ۱۴۰۲ دو نفر دیگر نیز کشته شدند.

## علل، ریشه‌ها و پیامدها
کارشناسان عوامل مختلفی را در بروز درگیری‌های طایفه‌ای مؤثر می‌دانند. مهم‌ترین علل عبارتند از اختلافات اقتصادی-مالی و احساسات قبیله‌ای. به گفته یکی از نمایندگان مجلس شورای اسلامی، «منافع مالی مشترک» و تعصبات قومی و قبیله‌ای از عوامل اصلی شکل‌گیری نزاع‌ها هستند. در مناطقی که راه‌های مشروع کسب معیشت محدود است، ترس از فقر و تشدید فشار اقتصادی منجر به درگیری می‌شود. علاوه بر این‌ها، برخی سنت‌های قدیمی نیز در ریشه‌گیری نزاع‌ها نقش دارند. به گفته یک جامعه‌شناس، در جوامع عشایری ایران هنوز سنت «خون‌بس» و خون‌خواهی رواج دارد و در برخی طوایف باور بر آن است که «خون باخون شسته می شود » نه آن‌که اختلاف از طریق مراجع قضایی حل گردد. از منظر امنیتی، فرهنگ غلط استفاده از سلاح بین طوایف، ثبات منطقه را به‌خطر می‌اندازد. درگیری‌های محلی در صورت دسترسی آسان به اسلحه می‌توانند به خشونت مسلحانه گسترده تبدیل شوند و امنیت اجتماعی را تضعیف کنند.

## روند تاریخی
درگیری‌های طایفه‌ای در ایران، پیشینه چند دهه‌ای دارد و گاهی قرن‌ها ادامه یافته است. در برخی موارد، دعواها از نیم قرن پیش پا گرفته‌اند؛ برای نمونه، در هرمزگان، منازعه‌ای ۷۵ ساله میان سه طایفه سرانجام در رمضان ۱۴۰۰ با وساطت قضایی و سوگند به قرآن پایان یافت. به گفته مقام‌های رسمی از دهه‌های گذشته وضعیت فرق کرده است. سهیلا جلودارزاده، نایب‌رئیس کمیسیون اجتماعی مجلس، می‌گوید پنجاه سال قبل درگیری‌ها معادل جنگ صد نفر علیه یکدیگر بود که خونریزی گسترده داشت، امّا امروزه گرچه این نزاع‌ها وجود دارند، طول و ابعاد آنها کاهش یافته است.

## نقش حکومت و بزرگان طوایف
دستگاه‌های حاکمیتی و بزرگان محلی هر کدام به شیوه‌ای در این منازعات دخیل‌اند. نیروهای انتظامی و قوه‌قضاییه معمولاً تلاش می‌کنند نزاع‌ها را مهار یا میانجی‌گری کنند. در موارد متعددی مقامات قضایی ورود کرده و آشتی طوایف را پیگیری کرده‌اند. برای نمونه در بندرعباس، رئیس کل دادگستری هرمزگان با راهبری شورای حل اختلاف مراسم صلحی برگزار کرد و درگیری خونین میان ۲ طایفه بزرگ در بندرعباس به صلح و سازش ختم شد. در عین حال، بزرگان طوایف نقش پیچیده‌ای ایفا می‌کنند. سنت ریش‌سفیدی و سازش محلی در بعضی موارد صلح را رقم می‌زند، ولی گاه خود بزرگان منبع تعصب و کینه‌اند. به گفته کارشناسان، در جوامع عشایری نقش نیروهای انتظامی و دستگاه قضایی غالباً حاشیه‌ای است و «ریش‌سفیدان و معتمدان محلی» حلقه اصلی حل اختلافاتند؛ این در حالی است که همین بزرگان می‌توانند با تداوم باورهای سنتی مانند خون‌خواهی، درگیری‌ها را تشدید کنند.